# Krigskontrabande
krigskontrabande (Ordet stammer fra Kontrabande af latin contra bannum, imod forbud) betegner varer, som er forbudte at indføre eller udføre, det vil sige varer tjenlige til krigsbrug, som en krigsførende magt kan beslaglægge og konfiskere, når de ad lande- eller søvejen smugles til fjenden. Begrebet blev efterhånden brugt om en praksis, der gik ud på at skelne mellem to typer af krigskontrabande, ubetinget (absolut) kontrabande, som var sådanne varer, der var specifikt beregnede til krigsbrug, og betinget (relativ) kontrabande, som var varer, der kunne anvendes til krigsbrug, men ikke nødvendigvis behøvede at blive anvendt til denne brug. Endelig var der varer, som i princippet ikke kunne anses for anvendelige til krigsformål.
I tiden mellem århundredeskiftet og 1. verdenskrig forsøgte man internationalt at nå til en nærmere afgrænsning af de enkelte grupper, men endte med vejledende regler, som ethvert land imidlertid kunne beslutte at afvige fra, og krigen viste hurtigt, at dette blev tilfældet.

## Afgrænsning
Om en bestemt vare skulle regnes som krigskontrabande, måtte bero på to ting: dels af varens art, dels af dens bestemmelsessted. I denne forbindelse var der en uklarhed, fordi det kunne være vanskeligt at fastslå det endelig mål for varefragten, fx kunne den føres til havnen i et neutralt (ikke-krigsførende) land og derfra videreforsendes til et krigsførende land. For at forhindre denne omgåelse af fragtforbuddet forsøgte man i ældre tid at hævde den samlede fragtrute som en helhed ("rejsens enhed") og dermed varen som krigskontrabande, hvis det kunne konstateres eller sandsynliggøres, at målet var et krigsførende land. Derimod var det i ældre tid kun ret få varer, der blev anset for krigskontrabande. For eksempel blev det ved en traktat fra 1659 mellem Frankrig og Spanien bestemt, at man som krigskontrabande kun skulle regne dels sådanne genstande, der udelukkende var bestemt til krigsbrug, dels salpeter (som kunne bruges til krudt), heste og sadler (som kunne bruges til træn og rytteri). En tilsvarende afgrænsning blev fastlagt i Freden i Utrecht af 1713.
Da England og Rusland i 1766 indgik en traktat om krigskontrabande, blev listen lidt mere omfattende, og denne udvidede liste var ligeledes grundlaget under den væbnede neutralitet i 1780.
I det danske reglement af 16. februar 1864 betegnedes dels alle slags våben med mere, dels alle andre genstande, som kunne anvendes til krigsbrug, som krigskontrabande. Imidlertid fremkom der fra engelsk og amerikansk side krav om, at begrebet kontrabande skulle udvides således, at der skulle skelnes mellem genstande, der udelukkende kunne anvendes til krigsbrug, kaldet ubetinget eller absolut kontrabande, og genstande, der både kunne anvendes til krigsformål men også til fredelige formål, kaldet res ancipitis usus, det vil sige betinget eller relativ kontrabande, for eksempel fødevarer, penge i alle former og brændstof.

### Tiden før 1. verdenskrig
I begyndelsen af det 20. århundrede forsøgte man ved internationale forhandlinger at regulere reglerne om krigskontrabande, først på den anden fredskonference i Haag 1907 og efterfølgende på søkrigskonferencen i London 1908-09. I Haag fremsatte Storbritannien et forslag om helt at afskaffe begrebet krigskontrabande, hvilket blev begrundet med, at som følge af den rivende udvikling af den militære teknik i samtiden ville det efterhånden være meget vanskeligt at fastlægge omfanget af krigskontrabande, ligesom det blev hævdet, at ordningen påførte neutrale lande langt større problemer end i ældre tid, mens på den anden side ordningen i virkeligheden ikke var af så stor betydning for de krigsførende magter som tidligere. Det viste sig imidlertid umuligt at få tilstrækkelig tilslutning til at gennemføre et sådant forslag. Da det kom til afstemning, blev der afgivet 26 stemmer for det, men blandt dem, der stemte for, var kun et par stormagter, nemlig Østrig og Italien, mens de øvrige stormagter, Tyskland, Frankrig, Rusland og Amerikas Forenede Stater, alle stemte imod. USA erklærede sig dog rede til at følge Storbritannien så langt, at man var parat til at gå med til en indskrænkning af begrebet således, at det kun skulle omfatte den absolutte kontrabande, men hverken om dette forslag eller andre forslag, der fremkom under konferencen, kunne der opnås nogen enighed, til dels på grund af utilstrækkelig tid til at føre forhandlingerne frem til et brugbart resultat.
Til gengæld nåede man til enighed under London-konferencen om at præcisere den hidtil gældende og alment accepterede retspraksis, men som følge af konferencens begrænsede formål kom man ikke ind på de udspil og forslag til forandringer, der var fremkommet i Haag. Den endelige deklaration af 26. februar 1909 betød derfor i realiteten kun et meget beskedent fremskridt, idet den kun fik betydning ved udtrykkelig at fastslå, hvad der skulle anses for gældende international ret. Størst betydning fik deklarationen ved at fastholde skelnen mellem ubetinget (absolut) og betinget (relativ) kontrabande. Det blev præciseret, at man til absolut kontrabande skulle henregne en række nærmere angivne genstande, der enten alene eller i altovervejende kunne anses som egnede til brug i krig så som våben, ammunition, militære køretøjer, militær beklædning, militært rideudstyr, endvidere ride-, træk- og lastdyr samt lejrmateriel, der egnede sig til til krigsbrug, desuden krigsfartøjer, panserplader, diverse maskiner til militær brug samt endelig genstande, der kunne anses som åbenlyse dele af disse ting. Denne liste skulle dog til enhver tid kunne udvides af de krigsførende magter, men dette skulle på behørig vis meddeles neutrale lande, og forøgelsen måtte kun omfatte genstande og udstyr, der kunne anses for udelukkende beregnede til krigsførelse.
På lignende måde fastlagde deklarationen hvilke genstande, der skulle henregnes under den betingede kontrabande. Til sådanne genstande henregnedes blandt andet fødevarer, fourage, beklædning og stoffer egnede til at bruges af militære, møntet og umøntet guld og sølv samt pengesedler, køretøjer egnede til at bruges i krig, alle slags fartøjer, jernbane-, telegraf- og telefonmateriel, luftskibe og flyvemaskiner, brændsel, pigtråd, hestesko med videre, men denne liste skulle af de krigsførende lande både kunne udvides og indskrænkes, hvis de gav behørig meddelelse derom. Det skulle dog være en forudsætning (og begrænsning), at der er tale om genstande og udstyr, som med rimelighed kunne anses for egnede til krigsbrug, og det blev udtrykkelig bestemt, at visse varer ifølge London-Deklarationen derfor ikke skulle kunne erklæres for krigskontrabande, nemlig ved siden af en lang række råstoffer (bomuld, uld, silke, hør, hamp, huder, horn, ben, kautsjuk, harpiks, ertser (malme og mineraler, der indeholder tunge metaller), ler, kalk, kridt, sten og så videre) også adskillige færdigvarer, fx glas, porcelæn, papir, sæbe, farver, fernis, mange maskiner, mode- og luksusartikler, møbler og så videre, idet den opstillede liste ikke skulle anses for at være fyldestgørende.

## Konfiskationsretten
Også spørgsmålet om under hvilke omstændigheder, fragtgods af en krigsførende part kunne beslaglægges som krigskontrabande, var genstand for forhandlinger.
Det var alment accepteret, at såkaldt absolut kontrabande, også hvis det var om bord på neutralt handelsskib, kunne konfiskeres, hvis det kunne fastslås, at dets bestemmelsessted enten var et fjendtligt land eller et af fjenden besat område, og at denne konfiskationsret gjaldt uden hensyn til, om godset var bestemt for privatpersoner bosat i området eller for den fjendtlige stat som sådan, og ligeledes uden hensyn til, om godset skulle bringes direkte til destinationen, eller om godset undervejs skulle omlades i neutral havn og efterfølgende forsendes et stykke vej over land.
Accepteret praksis var, at hvis skibet kun skulle anløbe fjendtlige havne, eller hvis det skulle anløbe fjendtlige havne inden, at det nåede en neutral havn, måtte det anses for en berettiget formodning, at varernes bestemmelsessted kunne være det fjendtlige territorium. Det indebar, at betinget kontrabande kun måtte konfiskeres, hvis den var bestemt for fjendens krigsmagt eller den fjendtlige stat som sådan, men en (modbevislig) formodning herom kunne anses at være til stede, hvis modtageren af godset enten var en offentlig myndighed i det fjendtlige land eller var en person, der var kendt som leverandør til staten af varer. Derimod skulle betinget kontrabande kun undtagelsesvis kunne konfiskeres, hvis det skulle udlosses i neutral havn, selv om dens videre bestemmelse var fjendtlig, men at skibet skulle anløbe en sådan havn forinden, at det nåede det fjendtlige land, var i og for sig betydningsløst.
For, at en krigsførende magt skulle kunne kontrollere, om en skibsladning helt eller delvist kunne anses som krigskontrabande, skulle skibet medfører papirer med oplysninger om den ladning, det havde om bord. Sådanne fragtpapirer skulle tages som fuldt bevis for skibets planlagte rute og for ladningens udlosningssted, medmindre der måtte foreligge særlige grunde til mistanke. Såfremt det måtte vise sig, at et skib fragtede krigskontrabande, kunne konfiskation ud over selve kontrabanden udvides til at omfatte andre om bord værende varer i den udstrækning, disse tilhørte samme ejer, og endvidere kunne også skibet konfiskeres, hvis enten værdi, eller vægt eller rumfang af krigskontrabanden eller betalingen for at fragte denne udgjorde mere end halvdelen af skibets samlede ladning. Det blev ikke anset som en betingelse, at skibets reder og skipper skulle have været vidende om, at ladningen var kontrabande, end ikke i tilfælde, hvor dette beroede på andre momenter end varens beskaffenhed i forbindelse med udlosningsstedets beliggenhed i fjendtligt land.
Selv om et skib ikke kunne konfiskeres, var det altid opbringerens ret at beslutte, om han ville modtage den konfiskable del af ladningen i rum sø eller om han ville føre skibet ind til en af sine havne for der at lade varerne udlosse, og hvis han valgte denne sidste vej, havde skibet ikke ret til erstatning for det dermed forbundne tab, tværtimod, hvis ladningen erklæredes for kontrabande, skulle skibet bære opbringerens omkostninger ved sagens forfølgning for priseretten, samt ved opbevaringen af skib og ladning, mens sagen stod på. Deklarationen var dog ikke helt klar på dette punkt. Bestemmelserne gav således den neutrale skibsfart vanskelige vilkår, og heller ikke for den neutrale eksport til de krigsførende lande var de videre betryggende, hvorimod det blev anset for et fremskridt, at fragt til et neutralt land af varer, der ikke var absolut kontrabande, blev erklæret for ubetinget tilladt.

### Neutrale lande
I henhold til de på Haag-Konferencen i 1907 vedtagne konventioner om neutrale magters rettigheder og pligter blev det bestemt, at en neutral stat ikke skulle være forpligtet til at forhindre udførsel fra eller transit gennem sit område af kontrabande, selv om det skete for en af de krigsførende magters regning, og heller ikke til at forbyde sine undersåtter at handle med kontrabande.

## Betydningen af 1. verdenskrig
Skønt de krigsførende magter ved begyndelsen af 1. verdenskrig erklærede at ville overholde London-Deklarationen, overtrådte de kort efter krigens udbrud de regler, der var blevet fastlagt. Storbritannien, Frankrig og Rusland erklærede således, at de ville anse alle slags luftfartøjer for ubetinget kontrabande, skønt London-Deklarationen havde henregnet dem til betinget kontrabande, og i efteråret 1914 proklamerede de en række varer som ubetinget kontrabande (visse ertser og metaller, pigtråd, motorkøretøjer, gummi, motorsprit og mineralske olier, undtagen smøreolier), selv om nogle af disse genstande i henhold til London-Deklarationen dels kun var betinget kontrabande, dels slet ikke kunne erklæres for kontrabande. Endvidere udvidede både de nævnte lande og senere også de andre krigsførende lande fortegnelsen over varer, der regnedes som betinget kontrabande. Også andre tiltag fra de krigsførende magters side var i strid med London-Deklarationens bestemmelser, fx blev princippet om rejsens enhed udvidet til også at gælde betinget kontrabande, som man således forbeholdt sig ret til at konfiskere, selv om den skulle udlosses i neutral havn. Det havde derfor i denne henseende mindre praktisk betydning, at Storbritannien og Frankrig den 7. juli 1916 erklærede, at man ikke længere følte sig bundet af London-Deklarationen.